# Nicotinell
Nicotinell er lægehåndkøbsmedicin, hvis formål er at hjælpe med rygestop. Mest kendt er deres nikotintyggegummi. Selskabet, som markedsfører medicinen, er Novartis. Novartis er et internationalt schweizisk-ejet selskab og derfor er produktet også at finde i andre lande. 

## Formål
Af navnet fremgår, hvad hovedideen med Nicotinell er. Nicotinell-produkterne er en nikotinerstatning til rygning. Rygning er vanedannende og skadeligt, mens Nicotinell kun er vanedannende. I Nicotinell findes nikotin, men ikke de mange skadelige stoffer som fx tjære, der findes i cigaretter og cigarer. Da nikotin er det mest vanedannende i cigaretter, gøres rygestop nemmere. Nicotinell skriver selv, at på trods af indtagelsen af deres produkter kræver det stadig meget viljestyrke at kvitte smøgerne.

## Produkter
Nicotinell findes i tyggegummi- sugetablet- og plasterform. Alle produkterne fungerer som ovenstående. Det er kun indtagelsen som er forskellig. Det anbefales at man blot bruger produktet et år.
Plastret skal påføres på huden. Det afgiver den samme mængde nikotin til kroppen i hele den tid, man har det på. 
Sugetabletten fungerer som et bolsje, så ved at sutte på tabletten frigøres nikotinet, som man godt kan smage. Det har en stærk smag og man skal huske at sutte langsomt sådan nikotinet går i blodet via mundhulen frem for ned i maven. 
Tyggegummiet er et tyggegummi med et blødt almindeligt gummistof indeni, dog tilført nikotin. Udenpå er en sprød skal, som kan fås med forskellige smag(pebermynte, frugt, lakrids eller smagløs). Man kan få tyggegummiet i 2 forskellige styrker. Tyggegummiet produceres af tyggegummiproducenten Fertin Pharma og Nicotinell har været under udvikling der siden 1995. 

## Marked
Inden for nikotinerstatningsprodukter er tyggegummiet det mest solgte. 27 % af den danske befolkning ryger og ca. 25 % procent af dem prøver at stoppe. Det svarer til 360.000 mennesker. Af dem bruger 100.000 nikotinerstatning, mens 20.000 af dem er direkte afhængige af nikotinerstatningen. Markedet for disse produkter er derfor stort. Folk kan simpelthen ikke holde op med at bruge produkterne, selvom 64 % gerne vil. Disse mange forbrugere køber deres nikotinerstatning ved de to største konkurrenter Nicotinell og Nicorette.

## Reklamer
Nicotinell har haft en succesfuld reklamekampagne og er derfor det bedst kendte nikotintyggegummi i Danmark. For nogle år siden havde de en kampagne med slogannet "Kvit røgen, behold gløden. Senere har de haft en tyggegummityggende kamel og senere en fotograf på safari. 